# (6349) Acapulco
(6349) Acapulco ist ein Asteroid des Hauptgürtels, der am 9. September 1977 vom japanischen Astronomen Masahiro Koishikawa an der Ayashi Station (IAU-Code 391) des Sendai Astronomical Observatory entdeckt wurde.
Benannt wurde er am 2. Februar 1999 nach der mexikanischen Hafenstadt Acapulco de Juárez, der größten Stadt des Bundesstaats Guerrero und dem wichtigsten Pazifikhafen Mexikos.